# Almendra Ernestina Negrete Sánchez
Almendra Ernestina Negrete Sánchez  (Culiacán, Sinaloa; 7 de noviembre de 1984) es una política, abogada y activista mexicana. Actualmente, es Secretaria Nacional de Diversidad Sexual de Morena 2022-2027 y diputada  Diputada del Congreso del Estado de Sinaloa de la 64 legislatura por mayoría relativa y Diputada de la 65 legislatura por representación proporcional en la posición plurinominal 3.

## Biografía

### Estudios y formación
Estudió la licenciatura en derecho en la Escuela Libre de Derecho de Sinaloa, posteriormente realizó dos maestrías, la primera en Derecho Constitucional por la Escuela Libre de Derecho de Sinaloa y la segunda en Derecho Procesal Penal, Acusatorio y Oral por el INECIPE.

## Trayectoria política
La Mtra. Almendra Negrete es abogada particular dedicada a la defensa de la comunidad LGBTTTIQ+, mujeres, infancias y grupos vulnerables.
Reconocida activista nacional por los derechos de los grupos vulnerables por más de dos décadas y presidenta del Comité de la Diversidad de Sinaloa, fundadora de Sinaloa Incluyente A. C. 
Fue parte del Consejo Consultivo de la Comisión Estatal de Derechos Humanos del Estado de Sinaloa.
Secretaria Nacional de la Diversidad Sexual de Morena, con periodo extendido 2022-2027. Unica consejera nacional de Morena  en Sinaloa.
Catedrática de la Universidad Autónoma de Occidente y docente frente al grupo en la secundaria SNTE 53.
Diputada local por mayoría relativa, representante del Distrito 12 de Culiacán, Sinaloa por Morena de la 64 Legislatura.
Autora e impulsora de las leyes LGBTTTIQ+ sinaloenses de matrimonio igualitario, tipificación de crímenes de odio, ley de identidad de género respetando a las infancias TRANS, prohibición de los discursos de odio y ECOSIEG’s (mal llamadas terapias de conversión). 
Principal impulsora y precursora de la "Agenda Púrpura 64" compendio de leyes feministas de Sinaloa donde fue autora e impulsora de leyes como la despenalización del aborto e interrupción legal del embarazo, 3 de 3, paridad total, violencia vicaria, ley Malena, ley Monzón, la creación histórica del primer parlamento de mujeres en el Estado de Sinaloa, la creación de la Secretaria de las Mujeres y la fiscalía especializada en atención a mujeres víctimas del delito, la prohibición de la violencia digital y mediática, la eliminación del lenguaje sexista institucional, el agresor sale de casa, entre otras creo la Comisión permanente de Igualdad de Género, Diversidad Sexual e Inclusión en el H. Congreso del Estado de Sinaloa.
Egresada de la licenciatura en Derecho y de la maestría en Derecho Constitucional y Amparo por la Escuela Libre de Derecho de Sinaloa, maestra en Derecho Procesal Penal, Acusatorio y Oral. Especialista en Derecho Familiar y atención a grupos vulnerables, y doctorante en Derecho por la Escuela Libre de Derecho.
En 2021 es postulada como candidata a diputada local por el distrito XII en Culiacán, Sinaloa, bajo la alianza de Morena y el Partido Sinaloense, donde resultó electa tras haber obtenido 27,616 votos, equivalente al 49.76% de los sufragios emitidos. En 2024 repite como diputada local por representación proporcional en la 3ra. posición de la lista de plurinominales.
En 2022 fue la segunda mujer más votada en el Congreso Nacional morenista, ocupando el cargo de Secretaria Nacional de la Diversidad Sexual de Morena y 2024 es ratificada para continuar como Secretaria Nacional en el Comité Ejecutivo Nacional de Morena hasta el 2027.